# Raül Agné
Raül Agné Montull (Mequinenza, 24 maggio 1970) è un allenatore di calcio ed ex calciatore spagnolo, di ruolo difensore.

## Palmarès
- Segunda División B: 1

Girona: 2007-2008 (Gruppo 3)